# Schenk Róbertné
Schenk Róbertné született Kálmán Mária (Veszprém, 1951. április 3. –) ének-zene magyar szakos pedagógus, 1973-tól az ösküi Általános Iskola tanára, 1981-től az intézmény igazgatója.

## Élete
1974-ben Pécsen végzett a Tanárképző Főiskola magyar-ének szakán. 1972-től tanárként dolgozott Gyulafirátóton, 1973-tól pedig Öskün. 1981-től iskolaigazgató Öskün. 1990-ben elvégezte az ELTE BTK pedagógia szakát, majd 1999-ben a pécsi egyetemen tanügyigazgatási oklevelet szerzett.
Pedagógiai munkásságát az alternatív tanítási módszerek kipróbálása fémjelzi, több pedagógiai kísérletben vett részt. Tanítási gyakorlatát a gyermekközpontú oktatás határozza meg. A pedagógiai közélet egyik aktív szereplője: részt vett a Nemzeti Alaptanterv (NAT) vitájában, a kerettantervek kidolgozásában. 1990-től tagja a VEAB Neveléstudományi Munkabizottságának; közoktatási szakértő.

## Nyertes pályázatai és tanulmányai
- A jövő már jelen van (VEAB Neveléstudományi Munkabizottság)
- Milyen lesz az iskola az ezredfordulón falun? (előadás MTA VEAB)
- „Jót s jól..”- intézményi minőségbiztosítási rendszer (1. díj az MPI pályázatán)
- Marketing az iskolában (MPI által kiírt pályázat)

## Díjai, kitüntetései
- 1987 - Kiváló Munkáért-díj
- 1988 - „Veszprém Megyéért” arany fokozat
- 1994 - Apáczai Csere János-díj
- 2008 - Ösküért nívódíj
- 2009 - Magyar Köztársasági Arany Érdemkereszt